# یولداشوو (شهرستان ایشیمبایسکی، باشقیرستان)
یولداشوو (انگلیسی: Yuldashevo, Ishimbaysky District, Republic of Bashkortostan) یک شهرک در شهرستان ایشیمبایسکی استان باشقیرستان کشور روسیه است.